# NGC 322
NGC 322 est une galaxie lenticulaire située dans la constellation du Phénix. NGC 322 a été découverte par l'astronome britannique John Herschel en 1834.

## Caractéristiques
Sa vitesse par rapport au fond diffus cosmologique est de 6 919 ± 34 km/s, ce qui correspond à une distance de Hubble de 102,4 ± 7,2 Mpc (∼334 millions d'al).
À ce jour, une mesure non basée sur le décalage vers le rouge (redshift) donne une distance d'environ 67,600 Mpc (∼220 millions d'al). Cette valeur est loin à l'extérieur des valeurs de la distance de Hubble.

## Paire de galaxies
La petite galaxie visible à l'ouest de NGC 322 est PGC 95427 dont on ne connait à peu près rien. D'après l'image PGC 95427 semble interagir avec NGC 322.
NGC 319 et NGC 322  forment une paire de galaxies.